# Гринлиф (тауншип, Миннесота)
Гринлиф (англ. Greenleaf) — тауншип в округе Микер, Миннесота, США. На 2000 год его население составило 726 человек.

## География
По данным Бюро переписи населения США площадь тауншипа составляет 100,9 км², из которых 92,7 км² занимает суша, а 8,2 км² — вода (8,13 %).

## Демография
По данным переписи населения 2000 года здесь находились 726 человек, 298 домохозяйств и 232 семьи.  Плотность населения —  7,8 чел./км².  На территории тауншипа расположено 478 построек со средней плотностью 5,2 построек на один квадратный километр. Расовый состав населения: 98,62 % белых, 0,14 % афроамериканцев, 0,14 % азиатов, 0,55 % — других рас США и 0,55 % приходится на две или более других рас. Испанцы или латиноамериканцы любой расы составляли 1,10 % от популяции тауншипа.
Из 298 домохозяйств в 25,5 % воспитывались дети до 18 лет, в 71,8 % проживали супружеские пары, в 2,3 % проживали незамужние женщины и в 22,1 % домохозяйств проживали несемейные люди. 18,8 % домохозяйств состояли из одного человека, при том 5,4 % из — одиноких пожилых людей старше 65 лет. Средний размер домохозяйства — 2,44, а семьи — 2,75 человека.
21,6 % населения — младше 18 лет, 5,6 % — в возрасте от 18 до 24 лет, 25,1 % — от 25 до 44, 32,2 % — от 45 до 64, и 15,4 % — старше 65 лет. Средний возраст — 44 года. На каждые 100 женщин приходилось 109,2 мужчин.  На каждые 100 женщин старше 18 приходилось 110,7 мужчин.
Средний годовой доход домохозяйства составлял 46 190 долларов, а средний годовой доход семьи —  51 458 долларов. Средний доход мужчин —  32 917  долларов, в то время как у женщин — 26 146. Доход на душу населения составил 21 973 доллара. За чертой бедности находились 1,8 % семей и 1,9 % всего населения тауншипа, из которых 0,9 % младше 18 и 4,2 % старше 65 лет.